# Roviano
Roviano ist eine italienische Gemeinde (comune) in der Metropolitanstadt Rom, Region Latium, mit 1229 Einwohnern (Stand 31. Dezember 2023).

## Geographie
Roviano liegt 57 km nordöstlich von Rom im Tal des Aniene zwischen den Monti Lucretili und den Monti Simbruini. Die Gemeinde gehört der Comunità Montana Valle dell’Aniene an.
Die Nachbarorte sind: Anticoli Corrado, Arsoli, Cineto Romano, Mandela, Marano Equo, Riofreddo.

## Bevölkerungsentwicklung
| Jahr      | 1871 | 1881 | 1901 | 1921 | 1936 | 1951 | 1971 | 1991 | 2001 | 2021 |
| Einwohner | 7401 | 790  | 1069 | 1244 | 1435 | 1496 | 1390 | 1470 | 1386 | 1256 |

Quelle: ISTAT

## Verkehr
Roviano liegt direkt an der Autobahn A24, Strada dei Parchi. Die nächste Ausfahrt ist Mandela in 11 km Entfernung.
Mit dem Bahnhof Roviano liegt der Ort an der Bahnstrecke Rom - Avezzano.

## Partnerschaft
Roviano ist seit 2002 mit der spanischen Gemeinde Altafulla in Katalonien partnerschaftlich verbunden.